# Tiszlavicz Noémi
Tiszlavicz Noémi (Makó, ?) magyar orvos, szülész-nőgyógyász. Tiszlavicz László lánya, Tiszlavicz Lilla testvére.

## Életpályája
2008-ban érettségizett a Makói József Attila Gimnáziumban. 2008–2014 között a Szegedi Tudományegyetem Általános Orvostudományi Karán tanult. Az egyetem alatt tudományos diákköri munkát végzett a kromoszóma rendellenességek ultrahang diagnosztikájának témájában. 2014–2021 között a Szegedi Tudományegyetem Szülészeti és Nőgyógyászati Klinikáján dolgozott. 2017-ben a Nemzetközi Ovarium Tumor Analízis (IOTA) bizonyítványát szerezte meg. 2019-ben szerezte meg a szülészet-nőgyógyászat szakvizsgáját. 2020-ban szülészei-nőgyógyászati ultrahang diagnosztika licence vizsgát tett. 2021 óta a Kiskunhalasi Semmelweis Kórház Szülészeti-nőgyógyászati Osztályán praktizál; a szülészeti-nőgyógyászati ultrahanglabor vezetője.

### Munkássága
A Szegedi Tudományegyetem Szülészeti és Nőgyógyászati Klinikán az orvostanhallgatók és ápolóhallgatók oktatásában is részt vett. Fő kutatási területe az ultrahang diagnosztika, ezen belül a nőgyógyászati onkológiai ultrahang vizsgálatok. Az ultrahang diagnosztika területén rendszeresen vesz részt képzéseken bel- és külföldön egyaránt.